# Maniraptoromorpha
Maniraptoromorpha je klada koelurosaurskih teropodnih dinosauruse koji uključuju taksone kao što su Ornitholestes, Compsognathidae, moderne ptice i Maniraptoriforme. Bilo je nekoliko filogenetskih analiza koje su pokazale podršku grupisanju Maniraptoriforma sa bar gore pomenutim Ornitolestima. Ovu grupu je nazvao Andrea Kau, koji ju je definisao kao „najinkluzivniju kladu koji sadrži Vultur gryphus Linnaeus, 1758,, i isključuje Tyrannosaurus rex Osborn, 1905."